# Simon Vigor
Pour les articles homonymes, voir Vigor (homonymie).
Simon Vigor, né vers 1515 à Évreux et mort le 1er novembre 1575 à Carcassonne, est un théologien et controversiste catholique français.

## Biographie
Fils de Raynaud Vigor, médecin à la cour, Vigor vint enfant, vers 1520, d’Évreux à Paris pour y faire ses études. Brillant élève, il étudia les arts libéraux, le grec et l’hébreu, puis la théologie. Entré au collège de Navarre en 1540, il fut élu recteur de l’Université et obtint son doctorat en théologie, en 1545. Il avait été placé à la tête de la paroisse de Saint-Germain-le-Vieux.
Vigor fut ensuite pourvu de la dignité de grand pénitencier de l’église d’Évreux, emploi qui ne l’empêcha pas de prêcher, d’écrire et de disputer avec beaucoup de succès contre les réformés. Il se fit un grand renom dans la carrière d’orateur sacré qu’il inaugurait, et Paris, Rouen, Metz, entre autres cités du royaume, devaient applaudir à son éloquence. Il n’était pas tendre pour les réformés qu’il combattait avec une telle ardeur, que Launoy dit qu’il mérita d’être appelé « hœreticorum malleus » On rapporte même qu’il interdit l’entrée de sa maison à des parents dévoyés, tant qu’ils ne reprirent pas le chemin de l’Église. Ce n’était, cependant, que leur conversion qu’il désirait, comme il le montra à l’occasion de l’exécution pour hérésie d’Anne du Bourg qu’il tenta vainement d’assister dans ses derniers moments. Il s’attira ainsi le mécontentement de la Sorbonne, mais il opéra plusieurs conversions, dont celle, entre autres, de Pierre Pithou.
En 1562, il prit part à la conférence de Saint-Germain et défendit fermement la cause catholique au nom de la Sorbonne par Théodore de Bèze et les autres calvinistes. À son retour du Concile de Trente où il s’était rendu, l’année suivante, avec son évêque, Gabriel Le Veneur, et son compatriote Claude de Sainctes, évêque d’Évreux et où il s’était fait remarquer par son érudition dans les discussions sur les mariages clandestins et les indulgences, il se démit de sa charge à la pénitencerie d’Évreux pour vaquer plus facilement à la prédication. Bientôt après, il fut chargé de gouverner, comme curé, la paroisse de Saint-Paul de Paris. Il continua de prêcher dans Paris et ailleurs. 
En 1566, lui et Claude de Sainctes se mesurèrent, à Paris, dans un combat théologique avec deux célèbres calvinistes, Jean de l’Espine, ancien religieux augustin qui avait assisté au colloque de Poissy, et Sureau du Rosier, qui avait été correcteur d’imprimerie avant de vaquer au ministère évangélique. Un contemporain, Gilbert Génébrard dit au sujet de cette conférence : « De l’Espine et du Rosier, ministres, disputant à Paris touchant la religion, furent honteusement vaincus, ce qui détermina, dans le synode calviniste suivant, la décision que désormais il n’y aurait plus de conférence avec les catholiques. » Les Actes de cette conférence ont été publiés, à Paris, en 1568, in-8°.
Vigor, qui avait le titre et exerçait les fonctions de prédicateur de Charles IX et de chanoine théologal de Notre-Dame, s’acquit enfin tant de réputation par son zèle contre les calvinistes, que le cardinal de Ferrare, archevêque de Narbonne étant mort à Rome, en 1570, le pape Grégoire XIII le choisit pour remplir ce siège archiépiscopal. Aussitôt sacré, Vigor se rendit dans son diocèse et y travailla avec fruit jusqu’à sa mort, survenue cinq ans plus tard, avec la réputation d’un remarquable théologien et d’un des meilleurs prédicateurs du temps. Dans ses sermons, Vigor insistait sur la résidence des pasteurs. Quand il s’absentait, il se faisait suppléer par un docteur de Paris, Jacques Le Fèvre (« Jacobus Faber »), qui s’appliquait avec zèle à remplir les fonctions sacerdotales, et qui devait lui-même devenir curé de la même paroisse. Lorsqu’il accepta, une année, la prédication quadragésimale à la cathédrale d’Amiens, il crut devoir, à son retour dans sa paroisse, se justifier en chaire par la conversion de huit cents réformés qu’il avait opérée en cette ville. Il mourut d’ailleurs, pour ainsi dire, sur la brèche, car c’était pour défendre la religion catholique contre les réformés qu’il s’était rendu à Carcassonne.
Vigor avait, de son vivant, publié l’Oraison funèbre d’Elisabeth de France, royne des Espagnes, Paris, 1568, in-8°, qui avait été prononcée, à Notre-Dame de Paris, le 25 octobre 1568, et aussitôt imprimée. Elle était en français, comme les nombreux sermons qu’il laissait et qui furent édités après sa mort, par les soins de son ami, le docteur Jean Christi, né, comme lui, à Évreux, dans la langue où ils avaient été prêchés. On a également imprimé cinq tomes des Sermons de Vigor ; le premier contient des Sermons pour l’Octave du Saint Sacrement, prêchés dans l’Église de Notre-Dame de Paris, en présence du Roi. Il est imprimé à Paris en 1575. Le second, des Sermons du Carême et des Fêtes de Pâques, prêchés à saint Estienne du Monts, ibid. en 1576. Le troisième, des Sermons sur le Symbole des Apôtres, sur les Evangiles des Fêtes et des Dimanches de l’Avent, prêchés à saint Merry, avec quatre Sermons sur le Purgatoire, ibid., 1578. Le quatrième tome, des Sermons pour les Fêtes et Dimanches depuis l’octave de Pâques jusqu’à l’Avent, ibid. Le cinquième, des Sermons pour les Fêtes et Dimanches depuis l’onzième Dimanche d’après la Trinité jusqu’au Carême, ibid. Claude de Sainctes a aussi fait imprimer, en 1668, les actes de la conférence qu’il avait eue, en 1566, avec les ministres de L’Espine et Sureau du Rosier.